# Mercedes-Benz M 110
| Mercedes-Benz        | Mercedes-Benz        |
| -------------------- | -------------------- |
|                      |                      |
| M 110                |                      |
| Hersteller:          | Mercedes-Benz        |
| Produktionszeitraum: | 1972–1989            |
| Bauform:             | Reihensechszylinder  |
| Motoren:             | 2,8 Liter (2746 cm³) |
| Vorgängermodell:     | M 130/114            |
| Nachfolgemodell:     | M 103                |

Der M 110 ist ein DOHC-Reihen-Sechszylinder-Ottomotor von  Mercedes-Benz, der von 1972 bis 1989 in Wagen der Marke eingebaut wurde. Er löste den M 130 mit mechanischer Bosch-Einspritzung ab und ist die letzte Entwicklungsstufe des „Grundmotors“ M 180, der 1951 im Typ 220 präsentiert worden war. Bis auf den modifizierten Block weist er mit seinem Urahnen jedoch keine Ähnlichkeit mehr auf.
Der Hauptunterschied liegt im Querstromzylinderkopf aus Aluminium, zwei Nockenwellen und halbkugelförmigen Brennräumen, die eingeführt wurden, um sich gegenüber Wettbewerbsfahrzeugen wie dem BMW 2800 und dem Opel Commodore besser positionieren zu können. Dadurch und durch die Verwendung der Bosch D-Jetronic leistet der M 110 18 kW/25 PS (von 118 kW/160 auf 136 kW/185 PS) mehr als der Vorgänger M 130 mit gleichem Hubraum.

## Geschichte

### Allgemeines
Der Motor wurde in der kleinen Baureihe /8 bzw. W 114 im April 1972 präsentiert, die neue S-Klasse war von Beginn an (September 1972) damit erhältlich. Ab dem August 1974 wurde er im SL zusätzlich zu den V8-Motoren angeboten. Im G-Modell war der M 110 die Topmotorisierung bis 1989.
Als 1971 die Entscheidung für die Serienfertigung des M 110 fiel, war dessen Nachfolger bereits in der Entwicklung. Dieser Motor M 103 sollte eigentlich 1976 mit der Baureihe 123 präsentiert werden. Für den Fall, dass er bis dahin nicht fertig werden würde, genehmigte der Vorstand für die Übergangszeit den M 110. Da man bei Daimler-Benz Ende der 1960er-Jahre große Hoffnungen in den Wankelmotor gesetzt hatte, verpasste man den Anschluss an die Entwicklung moderner Hubkolben. Daher wurde der M 103 erst 1984 in der Baureihe 124 vorgestellt, und so war aus einem auf fünf Jahre angelegten Provisorium ein Standard für 17 Jahre geworden.

### Technik
Der Motor M 110 hat einen Motorblock aus Grauguss und eine siebenfach gelagerte Kurbelwelle. Er ist der erste Serienmotor von Daimler-Benz mit zwei obenliegenden Nockenwellen. Die V-förmig hängenden Ventile werden über Schlepphebel betätigt.
Zusammen mit dem 1971 modernisierten Achtzylinder-V-Motor M 116 im 350er (SL, SLC und SE) ist der Motor M 110 in seiner Einspritzversion auch die zweite Mercedes-Motorengeneration mit elektronischer Einspritztechnik (Bosch D-Jetronic); der erste Mercedesmotor mit dieser Einspritzung war der 250 CE/8 von 1969. Die zuvor gebauten Einspritzmotoren sind bei Mercedes sämtlich mechanisch gesteuert. Ab 1976 wurde der M 110 mit der mechanisch-hydraulisch arbeitenden Bosch K-Jetronic gebaut. Der Zündfunke wurde bereits kontaktlos mittels Transistorzündung erzeugt.
Wegen der geringeren bewegten Massen und des besseren Massenausgleichs war der M 110 gegenüber den Vorgängern drehzahlfester geworden. Durch das hellhörige Aluminium des Zylinderkopfs und die Vielzahl der bewegten Teile im Ventiltrieb und eine Führung der Duplex-Steuerkette über eine Umlenkrolle ergeben sich eigenartige Tick- und Klackergeräusche. Die M-110-Motoren haben deshalb auch den Spitznamen „Schellenbaum-Motor“.
Der Aufbau des Motors mit Ölwanne, Zylinderblock, Zylinderkopf, Nockenwellenkasten und Ventildeckel erfordert eine Vielzahl von Dichtungen.
Die Motoren sind drehfreudiger und ertragen auch hohe Drehzahlen über längere Zeit. Frühere Sechszylindermotoren von Mercedes-Benz wurden zuvor bisweilen für ihre Behäbigkeit und Unwilligkeit zu hohen Drehzahlen kritisiert. Diese Kritik brachte Mercedes-Benz mit diesem Motor zum Verstummen. Im unteren Drehzahlbereich erwartet man zwar mehr Drehmoment, im oberen Bereich wird man aber mit ansehnlichen Fahrleistungen entschädigt. Mit einer spezifischen Leistung von 49,5 kW/l (67,4 PS/l) ist der 280 E/8 über 200 km/h schnell und beschleunigt in 9,5 Sekunden von 0 auf 100 km/h.
Anfangs wurde der Motortyp M 110 für die parallel gebauten Modelle 280 und 280 S (ohne das „E“) mit Doppelregistervergaser Solex 4A1 (das heißt ohne Einspritzanlage) gebaut. Diese Vergasermotoren kamen schnell wegen ihres hohen Verbrauches in Verruf. Die Einspritzer verbrauchen durchweg ca. zwei bis drei Liter weniger Benzin und leisten zudem je nach Typ 15 (20) bis 21 kW (29 PS) mehr.

### Bedeutung
Der Motortyp M 110 ist das letzte und mit den Exemplaren mit 136 kW (185 PS) auch das stärkste Baumuster des 1951 für das Modell Mercedes 220 mit dem Motor M 180 gestarteten Reihensechszylinder-Konstruktionskonzeptes. Er gehört mit einer Bauzeit von mehr als 30 Jahren zu einer der erfolgreichsten und langlebigsten aller Motorenfamilien. Noch 2007 waren hunderttausende dieser Motoren in den jeweiligen Fahrzeugen auf den Straßen der Welt unterwegs. Mit seiner bei 2,8 Liter Hubraum auch für schwere Pkw ausreichenden Leistung, mit seiner Drehfreudigkeit aufgrund des Zylinderkopfs mit Doppelnockenwellen und mit seiner hohen Laufruhe als gut ausgewuchteter Sechszylinder hat er auch heute noch angenehme Gebrauchseigenschaften. Allerdings ist er an heutigen Maßstäben gemessen mit einem Verbrauch von min. 12 Litern auf 100 km kein sparsamer Motor mehr. Auch die Abgaswerte sind nur im Betrieb mit Katalysator akzeptabel. In vielen Old- und Youngtimern in verschiedenen Ländern erfreut sich der Motor jedoch aufgrund seiner Zuverlässigkeit und Leistungsentfaltung weiterhin großer Beliebtheit. Der Betrieb dieser Motoren mit sparsamen und sehr sauberen LPG-Gasanlagen ist aus der Sicht von Motorenspezialisten und den Mercedes-Benz Vertragswerkstätten jedoch nicht empfehlenswert, da die Ventilsitze dieser Motorenbaureihe zwar für den Betrieb mit bleifreiem Benzin, nicht aber für den Betrieb mit Autogas genügend gehärtet sind. Allerdings können durch den Einsatz eines Kraftstoff- bzw. Gasadditives die durch den Gas-Betrieb herabgesetzte Ventilsitzschmierung und die höheren Verbrennungstemperaturen an den Ventilen wieder ausgeglichen werden.

## Varianten
Gemeinsam ist allen Varianten:
- Bohrung 86 mm
- Hub 78,8 mm
- Hubraum 2746 cm³

### M 110.921/M 110.931
Verwendung:
- 1972–1976 im 280
- 1972–1976 im 280 C

### M 110.922/M 110.932
Die Version .932 ist die geringer verdichtete Variante des .922.
Leistung .922: 118 kW (160 PS) bei 5500/min
Leistung .932: 107 kW (145 PS) bei 5500/min
Verwendung:
- 1972–1980 im 280 S

### M 110.923
Leistung: 115 kW (156 PS) bei 5500/min, oder 105 kW (143 PS) bei 5500/min für die geringer verdichtete Variante.
Verwendung:
- 1975–1981 im 280
- 1975–1981 im 280 C

### M 110.924
Leistung: 115 kW (156 PS) bei 5500/min, oder 105 kW (143 PS) bei 5500/min für die niederverdichtete Variante.
Verwendung:
- 1979–1985 im 280 S

### M 110.926
Leistung: 115 kW (156 PS) bei 5500/min, oder (105 kW) 143 PS bei 5500/min für die niederverdichtete Variante.
Verwendung:
- 09/1972–09/1980 in der Baureihe 116 280 S
- 10/1980–1985 in der Baureihe 126 280 S

In der letzten Variante des M 110-Vergaser-Motors konnte durch Verbesserungen an Motor und Vergaser der Kraftstoffverbrauch um 10 % reduziert werden.
| Arbeitsverfahren            | Viertakt - Otto                                    |
| Anordnung                   | vorn längs stehend                                 |
| Typ/Baumuster               | M 110 V28/110.924M ab 10/81 110.926                |
| Zylinderzahl und -anordnung | 6/Reihe                                            |
| Bohrung × Hub               | 86,0 × 78,8 mm                                     |
| Gesamthubraum               | 2746 cm³ (nach Steuerformel 2717 cm³)              |
| Verdichtungsverhältnis      | 9,0:1                                              |
| Kurbelwellenlager           | 7                                                  |
| Leistung                    | 156 PS / 115 kW bei 5500/min                       |
| Drehmoment                  | 223 Nm bei 4000/min                                |
| Ventilzahl und -anordnung   | 1 Einlassventil, 1 Auslassventil, V-förmig hängend |
| Ventilsteuerung             | zwei obenliegende Nockenwellen (DOHC)              |
| Nockenwellenantrieb         | Duplex - Rollenkette                               |
| Gemischbildung              | 1 Doppelregistervergaser Solex Typ 4A1             |

### M 110.981/M 110.991
Der M 110.981 enthält das Bosch-D-Jetronic-Einspritzsystem. Dieses System ermittelt aufgrund der Werte von Umgebungstemperatur, Motortemperatur, Unterdruck des Ansaugtraktes und Drosselklappenstellung und berechnet mit einem analogen Steuergerät die Einspritzdauer der elektromagnetisch gesteuerten Einspritzventile.
Der .991 ist die niederverdichtete Variante des .981.
Leistung .981: 136 kW (185 PS) bei 6000/min
Leistung .991: 125 kW (170 PS) bei 6000/min
Verwendung:
- 1972–1976 im 280 E
- 1972–1976 im 280 CE

### M 110.982/M 110.992
Der .992 ist die niederverdichtete Variante des .982.
Leistung  .982: 136 kW (185 PS) bei 6000/min.
Leistung  .992: 125 kW (170 PS) bei 6000/min.
Verwendung:
- 1973–1976 im 280 SL
- 1973–1976 im 280 SLC

### M 110.983/M 110.993
Der .993 ist die niederverdichtete Variante des .983.
Leistung des .983: 136 kW (185 PS) bei 6000/min.
Leistung des .993: 125 kW (170 PS) bei 6000/min.
Verwendung:
- 1972–1975 im 280 SE
- 1972–1975 im 280 SEL

### M 110.984
Der M 110.984 war der erste Motor mit der neuen Bosch K-Jetronic Einspritzung.
Verdichtung 8,7 : 1
Leistung: 130 kW (177 PS) bei 6000/min bis April 1978; 185 PS (136 kW) bei 5800/min ab April 1978.
Drehmoment: 234 Nm bei 4500/min
Verwendung:
- 1976–1981 im 280 E
- 1977–1981 im 280 CE
- 1978–1981 im 280 TE

### M 110.985
Leistung: 130 kW (177 PS) bei 6000/min bis April 1978; 185 PS (136 kW) bei 5800/min ab April 1978
Verwendung:
- 1976–1980 im 280 SE
- 1976–1980 im 280 SEL

### M 110.986
Leistung: 130 kW (177 PS) bei 6000/min bis April 1978; 136 kW (185 PS) bei 5800/min ab April 1978.
Verwendung:
- 1976–1981 im 280 SL
- 1976–1981 im 280 SLC

### M 110.987
Leistung: 136 kW (185 PS) bei 5800/min.
Verwendung:
- 1979–09/1981 im 280 SE
- 1979–09/1981 im 280 SEL

### M 110.988
Leistung: 136 kW (185 PS) bei 5800/min
Drehmoment: 240 Nm bei 4500/min
Verdichtung: 9.0:1
Maximaldrehzahl: 6600/min
Verbrauch: 12,5 l/100 km
Verwendung:
- 1978–1986 im 280 E
- 1978–1986 im 280 TE
- 1978–1986 im 280 CE

### M 110.989
Leistung: 136 kW (185 PS) bei 5800/min
Verwendung:
- 10/1981–1985 im 280 SE
- 10/1981–1985 im 280 SEL

### M 110.990
Leistung: 136 kW (185 PS) bei 5800/min.
Verwendung:
- 1981–1985 im 280 SL
- im Tausch auch M 110.010 genannt

### M 110.994
Speziell für G-Klasse/K-Jetronic.
Leistung: 115 kW (156 PS) bei 5250/min bis 1984;
110 kW (150 PS) bei 5250/min ab 1984.
Drehmoment: 226 Nm bei 4250/min
Verwendung:
- 1981–1989 im 280 GE